# Nesmrtelní (Persie)

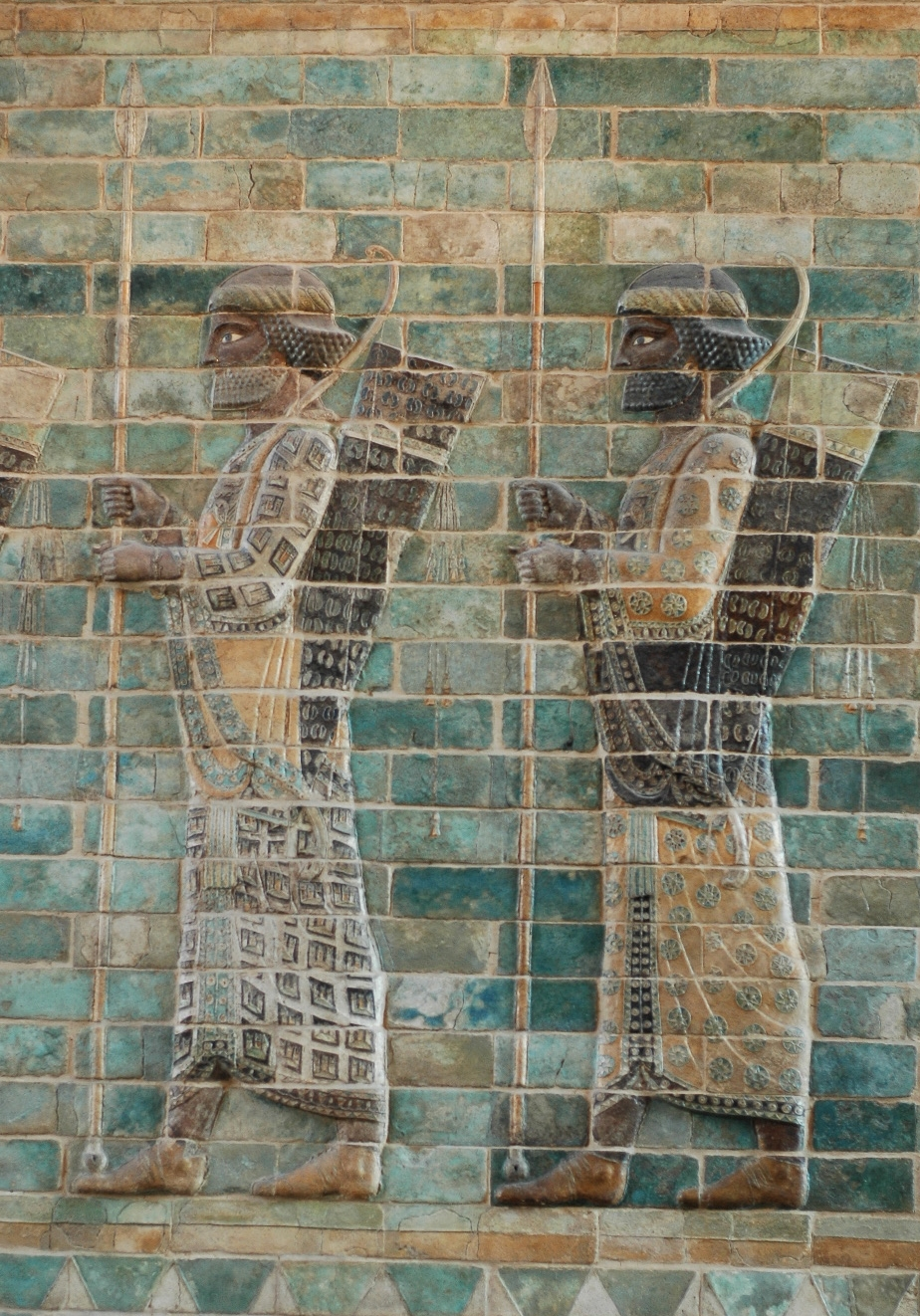
Dva achaimenovští Nesmrtelní

Nesmrtelní byli elitní jednotkou a jádrem vojska perských králů z dynastie Achaimenovců od 6. do 4. století př. n. l. Jednotku tvořilo 10 000 urozených bojovníků, kteří byli v případě ztrát ihned doplňováni o nováčky, takže jejich počet zůstával konstantní. Mezi Nesmrtelné byly přijímány pouze osoby médského nebo perského původu.
Termín Nesmrtelní je tradován u Hérodota (athanatoi) a později používán ostatními antickými letopisci a spisovateli. Zdá se, že sami Peršané jej neznali a Hérodotos pouze zkomolil perské slovo anúšija (útvary, jednotky).
Zbraněmi Nesmrtelných, kteří bojovali jako pěšáci, byly luk, šípy, krátký meč či dýka, krátké kopí a prak. Kopí mělo na tupém konci vyvažovací kouli. Obrannou zbroj tvořil proutěný štít potažený kůží a plášť z šupinového brnění.
Velkého uplatnění došli tito disciplinovaní a dobře vycvičení bojovníci především v období řecko-perských válek v 5. století př. n. l. a potom během bojů Dareia III. s vojsky Alexandra Velikého. Údaje antických kronikářů, že stejný vojenský útvar existoval i v sásánovské době, nejsou dnes obecně přijímány.